# Lijst van gemeenten in Kilis
Onderstaande lijst bevat alle gemeenten (2000) in de Turkse provincie Kilis.
| District  | Gemeente  |
| --------- | --------- |
| Elbeyli   | Elbeyli   |
| Kilis     | Kilis     |
| Kilis     | Yavuzlu   |
| Musabeyli | Musabeyli |
| Polateli  | Polateli  |